# Cultura Nuráguica

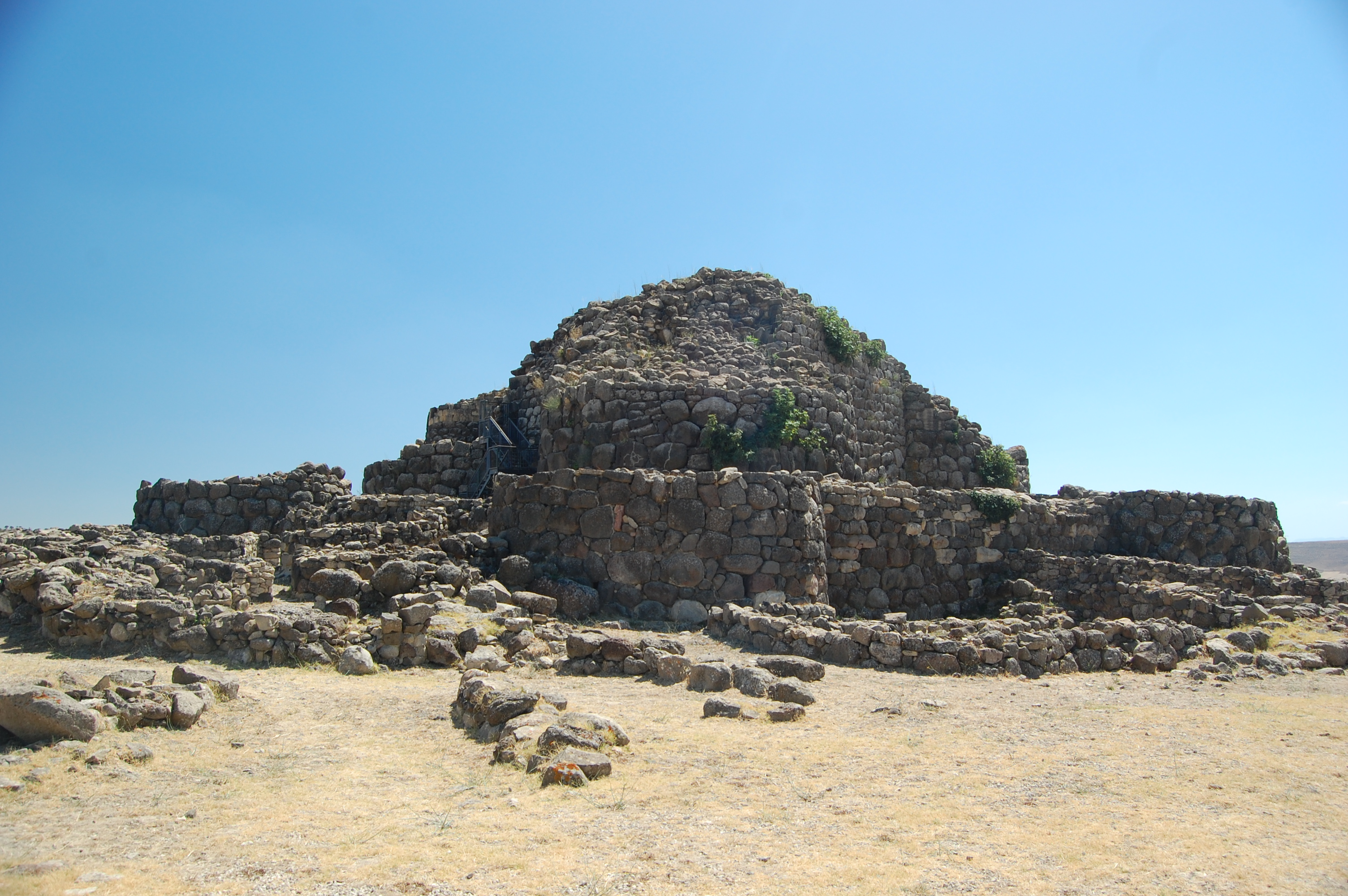
Nurague em Su Naraxi

A civilização Nuráguica , também conhecida como cultura Nuráguica, foi uma civilização ou cultura na Sardenha (Itália), a segunda maior ilha no Mediterrâneo, que durou do século XVIII A.C. (Era do Bronze) (ou do século XXIII A.C.) até a colonização Romana em 238 A.C. Outros datam que a cultura durou até o século II D.C. e em algumas áreas, nomeadamente a Barbagia, ao século VI D.C. ou possivelmente até o século XI D.C.
O adjetivo "Nuráguica(o)" (grafia alternativa nurágico) não é nem um endônimo, nem um etnônimo. Em vez disso, deriva do monumento mais característico da Ilha, o Nurago, um tipo de construção torre-fortaleza dos antigos sardos construída largamente a partir de 1800 A.C. Hoje em dia mais de sete mil nuragos detalham a paisagem sardenha.
Não existem registros escritos dessa civilização, com a exceção de alguns pequenos documentos epigráficos pertencentes aos estágios finais da civilização. As únicas informações escritas de lá vêm da literatura clássica dos gregos e romanos, que podem ser consideradas mais míticas do que históricas.